# Rędziny Zbigalskie
Rędziny Zbigalskie – wieś w Polsce położona w województwie małopolskim, w powiecie miechowskim, w gminie Słaboszów.
W latach 1975–1998 miejscowość administracyjnie należała do województwa kieleckiego.